# O&O (restaurant)
O&O is een restaurant in de Nederlandse plaats St. Willebrord. Het Aziatische restaurant werd in 1982 opgericht door Danny en Helena Tsang. In 2018 werd O&O onderscheiden met één Michelinster.

## Geschiedenis

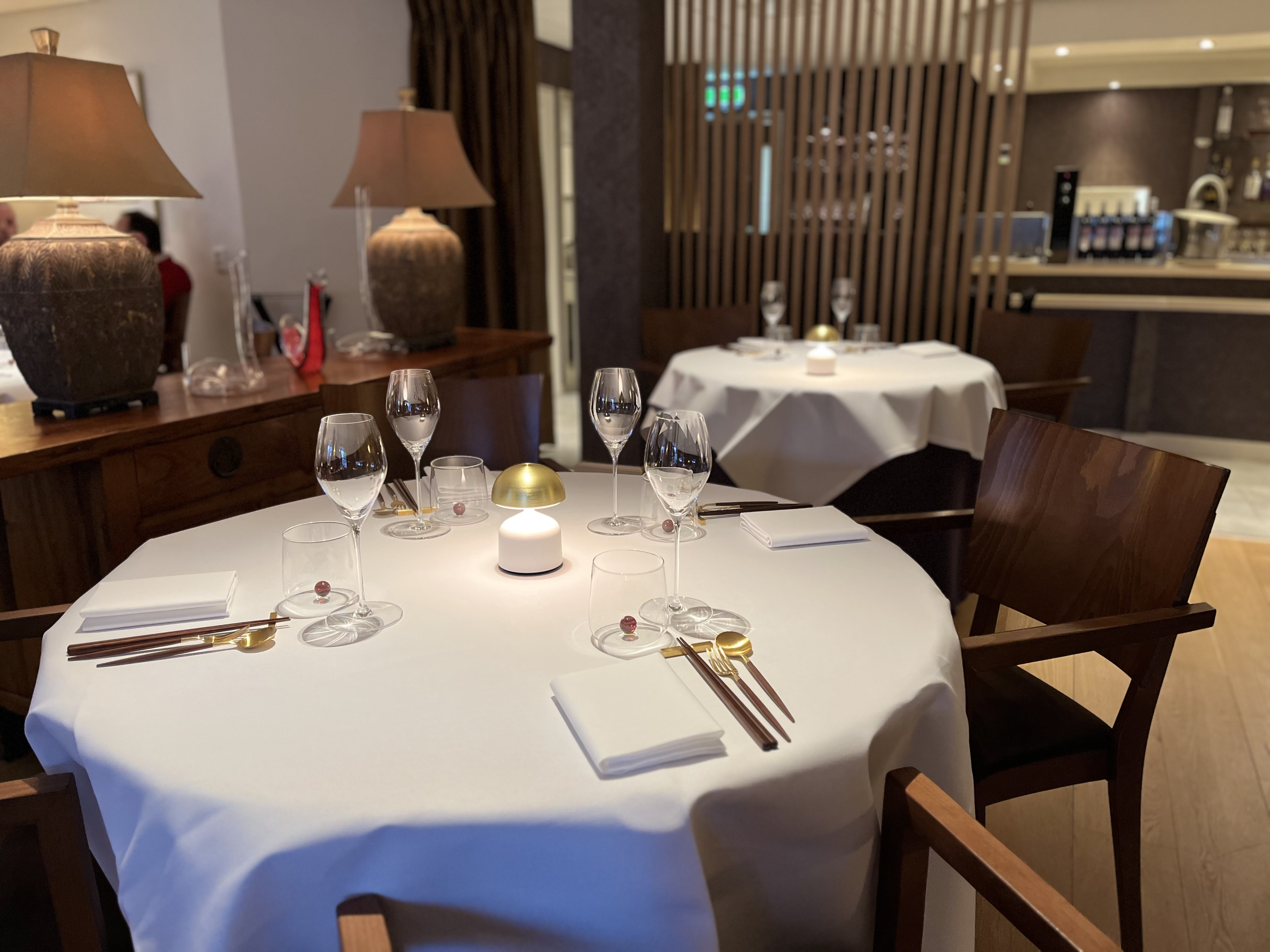
Het interieur in 2023.

### Ontstaan
Helena Tsang (1956), afkomstig uit Maleisië, en Danny Tsang (1953), afkomstig uit Hongkong, openen in 1982 restaurant Nieuw Hong Kong in St. Willebrord. In 2000 is de transitie ingezet om van het traditionele Chinees restaurant een hoogwaardige zaak te maken. Gedreven door de wil om te blijven vernieuwen maakt de chef-kok de menukaart door de jaren heen steeds veelzijdiger. Danny Tsang laat zich later in zijn carrière inspireren door de kookstijl van onder andere Thailand, Maleisië en Japan.

### Erkenning
Op 17 december 2018, bij de uitreiking van de Michelinsterren voor 2019, ontving O&O één Michelinster. In 2024 werd de eetgelegenheid onderscheiden met 15,5 van de 20 punten in de GaultMillau-gids.

### Familiebedrijf
Nog altijd werkt het stel in het restaurant, Danny in de keuken als chef-kok en zijn vrouw Helena als gastvrouw. Ook hun kinderen Mike, Wendy en Monica werken mee in de zaak. Dochter Monica is in 2016 onderscheiden met de Award ‘Talentvol Gastvrouw’ van GaultMillau.